# جون ماكلولين (سياسي كندي)
جون ماكلولين هو سياسي كندي، ولد في 26 مارس 1905 في إدمونتون في كندا، وتوفي في 8 ديسمبر 1991. حزبياً، نشط في الحزب الليبيرالي الألبرتي. وقد انتخب عضو الجمعية التشريعية ألبرتا.